# Valois Szent Johanna francia királyné
Valois Szent Johanna (Nogent-le-Roi, 1464. április 23. – Bourges, 1505. február 4.) francia királyi hercegnő, házassága révén Orléans hercegnéje, illetve francia királyné

## Élete
Édesapja XI. Lajos francia király, édesanyja Savoyai Sarolta, Lajos savoyai herceg és Lusignan Anna ciprusi hercegnő leánya. Bár szüleinek sok gyermekük született, csak Johanna és két testvére, a későbbi király, Károly és Anna maradt életben.
Johannát, aki a krónikások szerint előnytelen külsejű és feltehetően terméketlen, de igen kegyes életű volt, 1476. szeptember 8-án feleségül adták Lajoshoz, Orléans hercegéhez. Frigyük huszonkét éve alatt mindvégig  gyermektelen maradt. Ez is hozzájárult ahhoz, hogy amikor öccse gyermektelenül meghalt, s így Lajos lett a király, kérvényezte a házasság érvénytelenítését. A VI. Sándor pápa által felállított bizottság ebbe beleegyezett, Johanna pedig Berry hercegnőjeként halt meg 1505-ben, közben megalapítva a Gyümölcsoltó Boldogasszony rendjét.
1950. május 28-án XII. Piusz pápa szentté avatta.

## Külső hivatkozások
| Előző Bretagne-i Anna | Francia királyné 1498 – 1498 | Következő Bretagne-i Anna |